# Mestre de cases

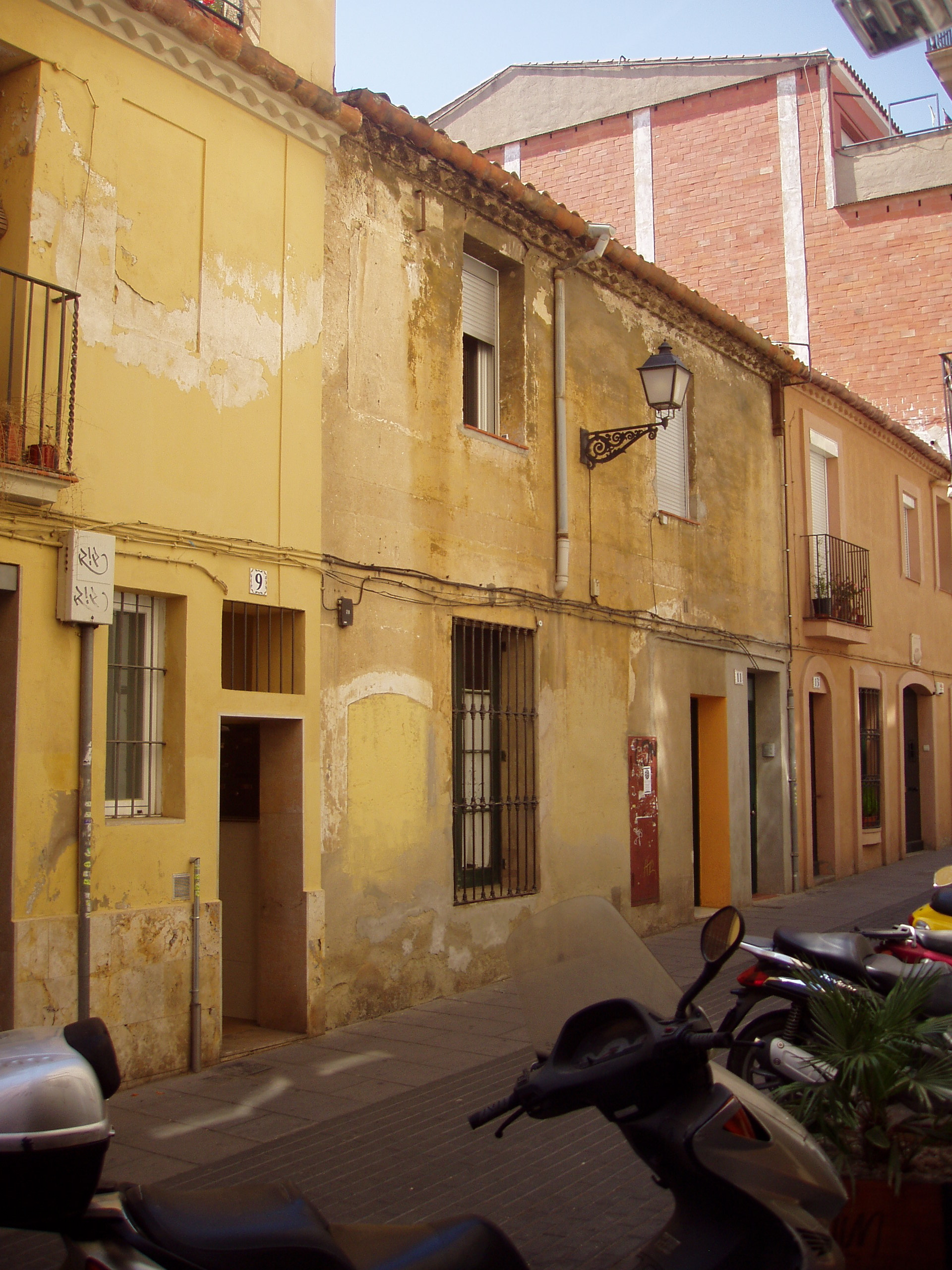
Cases de cos al carrer Iborra, al barri de Sarrià, a Barcelona.

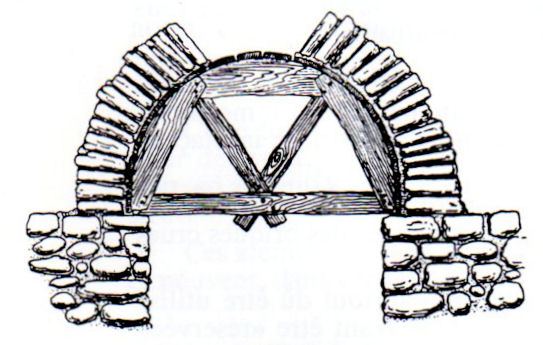
Cintra de fusta

L'ofici de mestre de cases designava els artesans que es dedicaven a construir habitatges o edificacions de caràcter semblant.
Els mestres de cases sabien fer fonaments, bastir parets, obrir portes i finestres en els murs, tancar edificis amb sostres i terrasses i algunes altres activitats relacionades amb la professió. Treballaven amb pedra, pedra picada, tàpia, maons, rajoles, argamassa, guix, calç, teules i altres materials relacionats. També els era imprescindible treballar amb fusta, en elements finals de construcció (bigues, cairats, marcs de portes i finestres…) o en elements transitoris (bastides, grues, cintres, ...).

## Història
Els constructors d'esglésies i catedrals d'època medieval, s'anomenaven magister operis o magister domorum, és a dir, mestre d'obra o mestre de cases.

## Vida professional

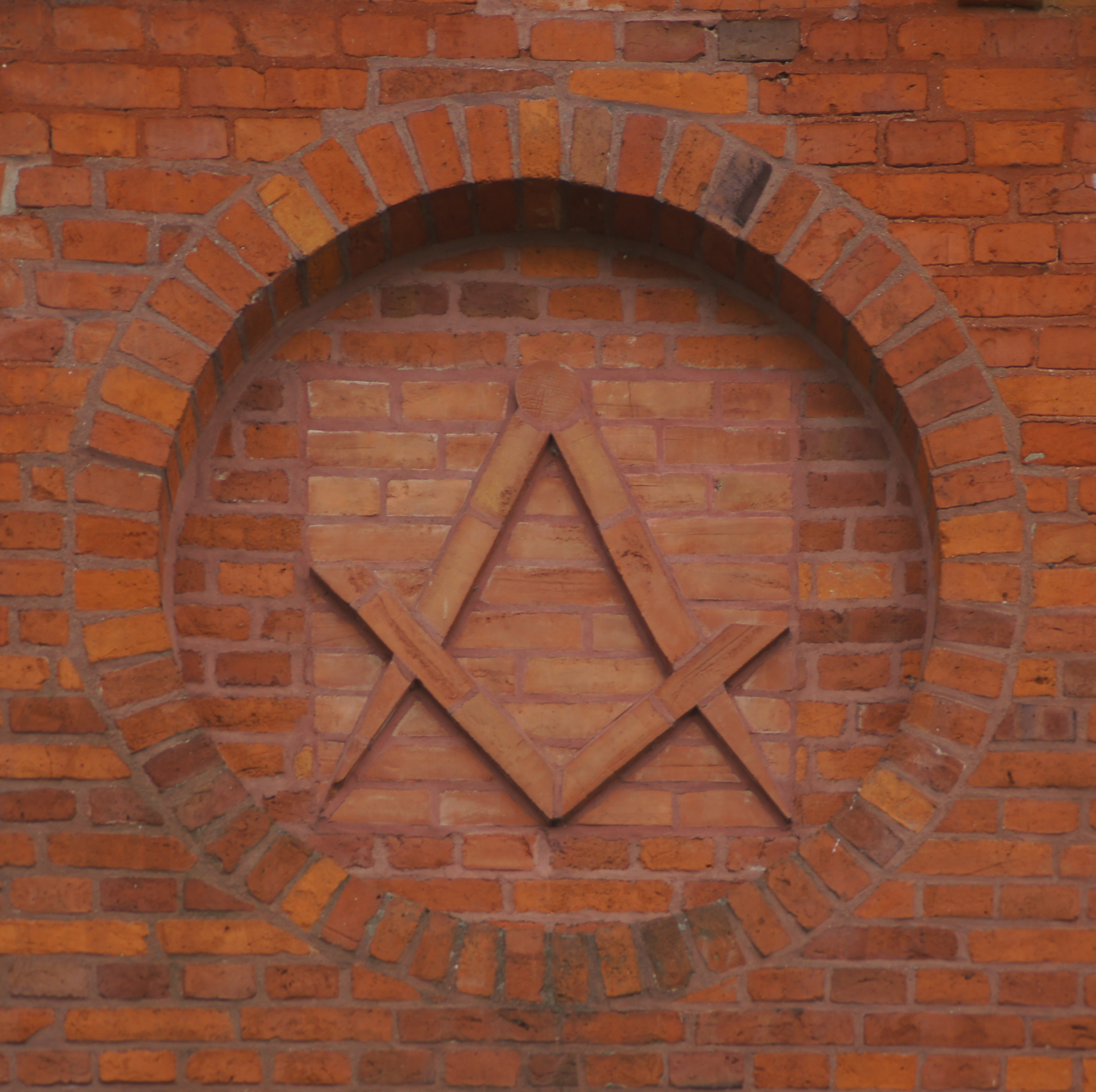
El compàs i l'escaire, a la façana oriental del Temple maçònic de Vesta a les tres Torres a Boizenburg d'Elba

### Formació i coneixements
El sistema de formació dels mestres de casa estava basat en l'aprenentatge. Mestre i aprenent signaven un contracte per un temps no inferior a tres anys i mig. L'aprenent havia de menjar i dormir a casa del mestre.
Un cop acabat el període d'aprenentatge, calien quatre anys d'experiència en qualitat de jove o fadrí mestre de cases (dos anys per a fills o gendres de mestres de casa). Els fadrins podien associar-se al gremi després de demostrar els anys de pràctica i de pagar la quota corresponent.
- Hi ha casos documentats de mestres de casa amb formació diferent de l'exposada.[3]

Pel que fa als coneixements científics i tecnològics, imprescindibles o complementaris a la professió, els estudis particulars de diversos casos semblen indicar una variació molt gran. Hi havia mestres de casa amb una formació mínima i mestres de casa amb una formació d'alt nivell.
L'èxit professional, avaluat en funció dels ingressos i del nivell de vida aconseguit, seguia la pauta dels coneixements. Hi havia mestres de casa amb ingressos migrats i d'altres que podrien considerar-se rics.

#### Francmaçoneria
La francmaçoneria ha estat relacionada amb els antics constructors de catedrals i els seus coneixements secrets. Alguns dels seus símbols estan agafats de les eines dels mestres d'obra o mestres de casa.

## Eines

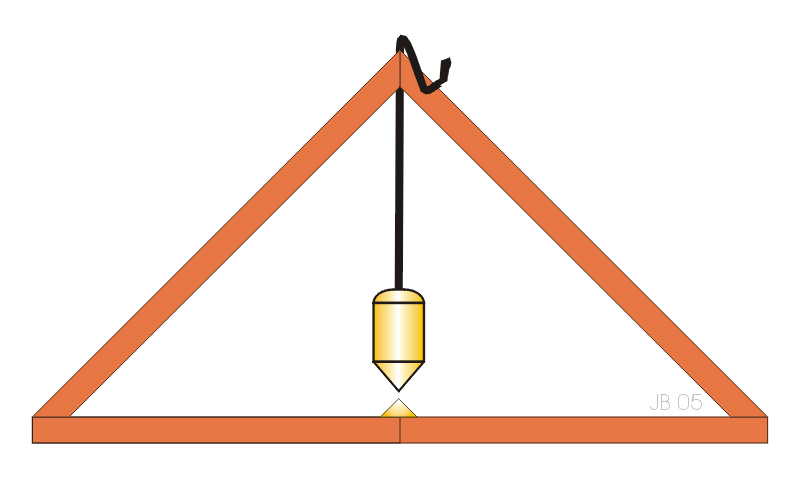
Esquema d'un nivell antic de plomada

### Eines de treball
Aixes, aixols, barrines, boixadors, cossis, escaires, escarpes, escodes, fustes per empedrar, gavetes, galzes, manuelles, margalls, martells, macetes, nivells, pales, paletes, perpals, plomades, punxons, rasclonets, remenadors, samals, serres, sestes (compassos), tallants, tascons, tràmecs, ...

### Eines auxiliars
Càbries, carretons, cordes, cordills, corrons, escales de fusta, moles, politges, ternals, ...

## Materials

### Ceràmics
Els materials tradicionals no metàl·lics, ni lignis, poden anomenar-se “ceràmics”. Segons el sentit modern emprat en Ciència de materials.
Alguns dels materials indicats són els següents: pedra, pedra picada, tàpia, maons, rajoles, argamassa, guix, calç, teules,...

### Lignis[6]
Bigues, cairats, puntals, canyissos, ...

### Metàl·lics
Barres de ferro, cèrcols, filferro,...

## Treballs específics
A diferència d'altres oficis o professions, un mestre de cases podia dedicar-se a activitats molt variades. Un sabater feia sabates, un espaser forjava espases, ... La majoria d'artesans treballaven de forma especialitzada, seguint procediments definits i normes molt concretes. La feina d'un mestre de cases, tot i seguir algunes tècniques tradicionals, podia ser molt diversificada: arreglar un teulada, afegir un pis a una casa, refer l'escala d'un campanar, construir una església des dels fonaments, empeguntar un sistema de desguàs, reforçar un trespol,...

### Exemple deBernat Gual, de Tortosa
- El 6 de febrer de 1405, Bernat Gual va signar un contracte d'aprenentatge amb Domènec Ferrer per un durada de sis anys. Domènec Ferrer era mestre d'aixa i ocupava el càrrec de ponter o mestre major del Pont de barques de Tortosa. Compartia la responsabilitat de mantenir en funcionament l'estructura més important de la ciutat amb treballs de fusteria relacionats amb la construcció.
  - Segons els documents el seu ofici era de "mestre de paredar pedra". Suposadament, a més de ser mestre d'aixa o com a habilitat inclosa en les tasques de mestre d'aixa (a Tortosa).
- 1414. Com a fadrí de Domènec Ferrer, transporta fusta (en una somera) per a fer les portes del molí de vent del turó del Sitjar. A les obres del molí hi consten, com a fusters, Ramon Domènech i Francesc Arbonès.
- 1416-18. Reparació del castell de la Suda conjuntament amb Ramon Domènech i Francesc Arbonès. Amb la categoria de mestre de cases i fadrins. El mateix equip treballa en l'ampliació de la cort del veguer. (Vegeu taula amb els jornals).

| Nom                | Categoria                | Jornal           |
| ------------------ | ------------------------ | ---------------- |
| Guillem Saera      | Mestre pedrapiquer       | 4 sous 6 diners  |
| Ramon Domènech     | Mestre de cases          | 4 sous 6 diners  |
| Francesc n'Arbonès | Fadrí de mestre de cases | 3 sous 6 diners  |
| Bernat Gual        | Fadrí de mestre de cases | 3 sous 10 diners |

- 1420. Obres de reforma de la cort. Jornal de 4 sous diaris.

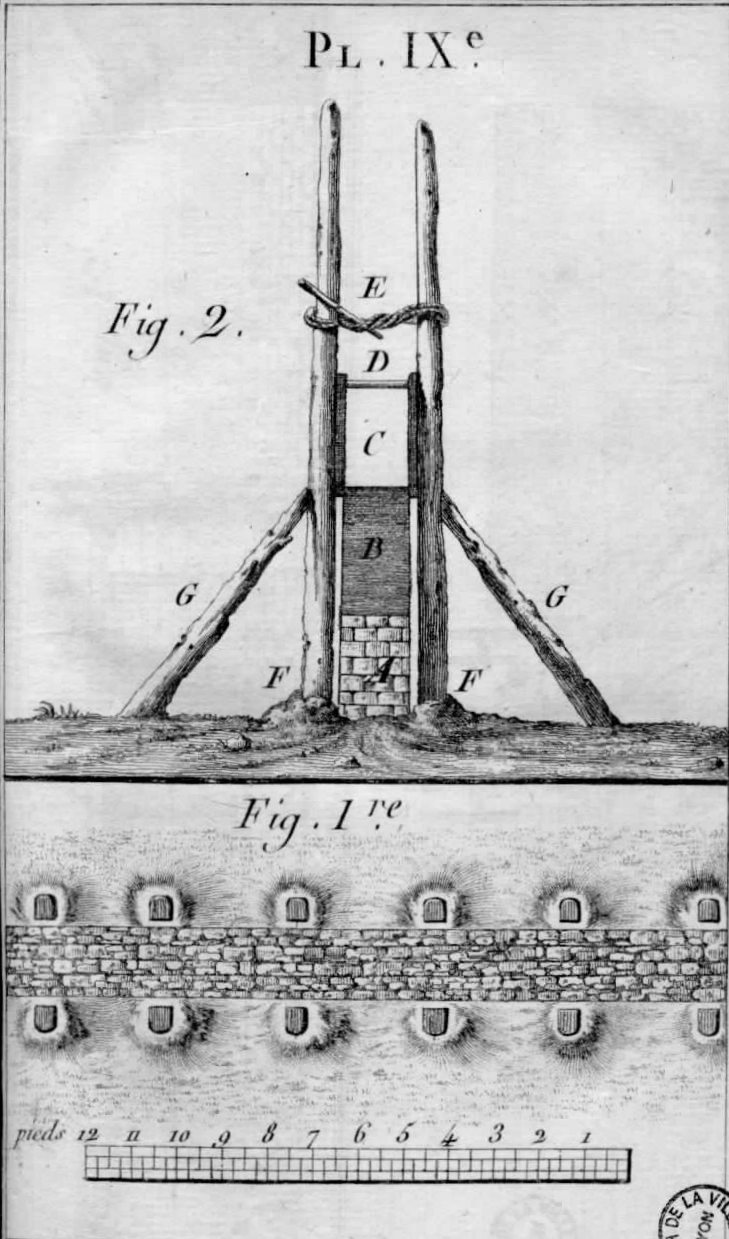
Secció vertical i horitzontal de l'encofrat d'un mur de tàpia. Sobre una base de maçoneria (per evitar la humitat del sòl), hi ha una primera filada de tàpia ja feta (B) i està encofrada i per omplir la segona (C).

- 1421. Direcció de reparacions de la llotja. Reforç del mur que donava al riu.
  - També era responsable d'algunes obres a la muralla: "caxonar lo mur de la porta del Ferre"
- 1425. Intervenció en tres obres importants.
  - Construcció de la romana de la ciutat.
  - Renovació del portal del pont.
  - Ermita del barranc del molí d'en Sedó. De tàpia.
  - Teulada de la Peixateria.
- 1432. Peixera del pont de la Palomera. La despesa total fou de 83 lliures 1 sou. Es conserven els documents dels pagaments dels jornals de Bernat Gual i sis ajudants.
- 1434. Direcció dels treballs d'apuntalament del mur del portal de Vimpeçol, a la part nord de les muralles.
- 1439. Treballs en la torre dels Garidells.
- 1440. Construcció de l'anomenat Pou Nou.
- 1440. Empedrat de carrers.
- 1442. Treballs en clavegueram.

- 1441-42. Assut de Xerta-Tivenys.

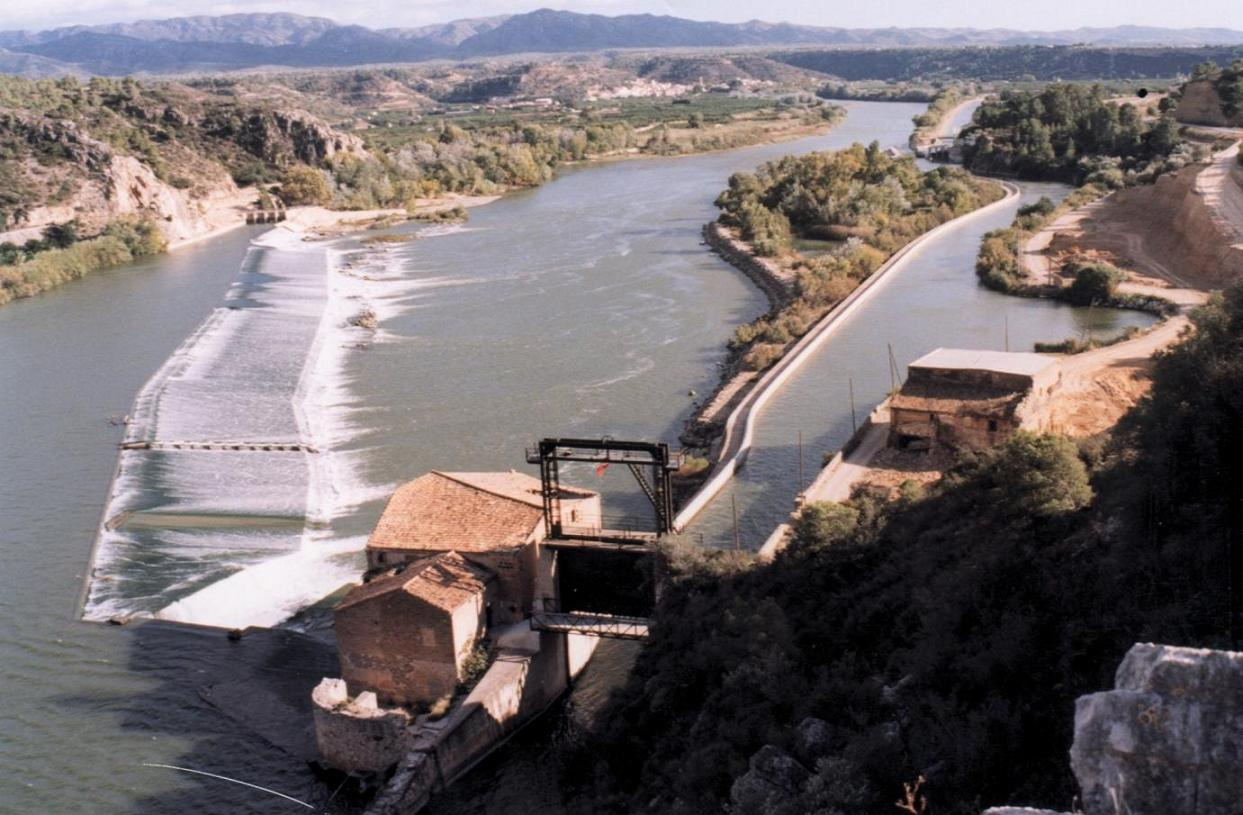
Assut de Xerta.

  - Bernat Gual, Domingo Xies i Antoni Alcanyís, declarant davant del Consell de Tortosa es consideraven:

| « | ... sofficients e bastants a fer les dites séquies, çut e pesqueres, axí bones e millors que no les dites quatre que ells havien vistes, e encara se sentien més sofficients a fer artelleries, cegonya o talles dins la barcha, ab les quals, ab menys gent, metrien pedra en barcha e lançarien aquella llà hon volrien .... | » |

- 1443. Treballs en dues fonts.
- 1445. Canal d'una font.
- 1446. Escoles.
- 1447. Llotja.
- 1447. Pedrissos de la Peixateria.
- 1447. Xemeneia de la cuina de l'Hospital de la Santa Creu.
- 1448. Escoles.
- 1449. Escoles. Latrines.
- 1449. Porxo de l'església de Sant Joan del Camp.
  - Bernat Gual era el mestre i feu l'obra amb Joan Català. Ambdós cobraren el mateix jornal de 4 sous diaris.
- 1449. Llotja. Reparació de teulades i dels pallols.
- 1449. Treballs en una sequia.
- 1452. Paviment de rajoles a la cuina de l'Hospital de la Santa Creu
- 1453. Reparació de l'abeurador del convent de Santa Clara.

La cronologia anterior no és exhaustiva. Però permet apropar-se a la vida d'un mestre d'obres del segle xv.

## Documents
- 1330. Contracte del mestre de cases Arnau Bergues, de Barcelona, per a fer el portal de la Casa de la Ciutat.[8]
- 1386-87. "... Petrus Coma, lapicida Gerunde et magister operis dicte ecclesiae ..."[9]
- 1416. Consulta sobre les obres de la catedral de Girona.[10]
- 1440. Pere March, magister domorum de Barcelona.[11]
- 1465. A Tortosa, Bartomeu Martí és citat en un document com a “maestre d'axa e obrer de vila (mestre d'aixa i mestre de cases)”.
- 1470. A Barcelona, el Consell de Cent va promulgar una ordinació anomenada De fusters e mestres de cases. Ordinació que delimitava els treballs autoritzats a cada professió.
- 1474. A Tortosa els mestres d'aixa es van establir per separat (amb soguers i calafats). Els mestres de cases, els pedrapiquers i els guixaires continuaren units a la confraria dels fusters.
- 1579. Joannes Turla magister domorum Ilerde habitator.[12]
- 1596. “Ego Francischus Flamench magister domorum”.[13]
- 1627. Tarragona. "... a mestre Gabriel Ferrer, mestre de cases, per fer les bastides de la rosassa major de la Seu...6 lliures 4 sous 4 diners."[14]
- 1640. Jeroni Gallart, mestre de cases. Obres a la casa de la Seca.[2]
- 1673. Vilanova de Cubelles. Contracte del mestre de cases Carles Bover, de Constantí per a fer una casa segons traça de fra Josep de la Concepció.[15]
- 1695. "... Joannes Oliveras magister domorum Gerundae..."[16]
- 1695. Ordinacions dels mestres de cases, pedrapiquers i cubers de Lleida.[17]